# Radical
Radical è il secondo mixtape del gruppo musicale statunitense Odd Future, pubblicato indipendentemente il 7 maggio 2010.

## Tracce
1. Tyler, The Creator – Intro – 1:09
2. Tyler, The Creator – Splatter – 3:20
3. Hodgy – Turnt Down – 1:42
4. Earl Sweatshirt – Drop – 2:28
5. Domo Genesis – Salute – 2:20
6. Mike G – Everythings Thats Yours – 4:14
7. Earl Sweatshirt – Blade – 1:23
8. Domo Genesis & Tyler The Creator – Double Cheeseburger – 3:12
9. Hodgy, Jasper Dolphin, Mike G – Round And Round – 3:33
10. Tyler, The Creator – Ugly Girls – 0:51
11. Earl Sweatshirt & Tyler, The Creator – Orange Juice – 3:51
12. Earl Sweatshirt & Mike G – Cool – 2:26
13. Tyler, The Creator – Oblivion – 2:57
14. Hodgy – Alright – 2:09
15. Tyler, The Creator – Leather Head – 3:20
16. Tyler, The Creator, Domo Genesis, Hodgy – Up – 5:36
17. Odd Future – Swag Me Out – 7:18